# Bigfoot Family
Série
Bigfoot Junior
(2017)
Pour plus de détails, voir Fiche technique et Distribution.
Bigfoot Family est un film d'animation belgo-français réalisé par Ben Stassen et Jérémie Degruson et sorti en 2020. Il fait suite à Bigfoot Junior, sorti en 2017.

## Synopsis
Alors que son fils Adam rêve d'une paisible vie familiale, le docteur James « Jim » Harrison, alias Bigfoot, est sous les feux des projecteurs depuis qu'Adam l'a retrouvé et ramené en ville. Tandis que le garçon, trop timide pour avouer ses sentiments à son amie Emma, continue à apprendre la maîtrise des pouvoirs hérités de son père, il se réconforte auprès de ses nouveaux amis : le pivert Steve, l'écureuil Tina, les ratons laveurs Trapper et Weecha, et l'ours Wilbur. Bigfoot, décidé à utiliser sa notoriété pour défendre une bonne cause, choisit de répondre à l'appel d'un couple de militants écologistes en Alaska, afin d'arrêter l'exploitation pétrolière de la société X-Trakt aux méthodes douteuses. L'affaire est vite médiatisée grâce à Bigfoot, jusqu'à ce que celui-ci disparaisse soudainement, soi-disant victime d'une attaque de loups. Ne croyant pas un instant la terrible nouvelle, Adam et sa mère Shelly embarquent dans leur vieux camping car pour aller enquêter en Alaska, accompagnés de Trapper et Wilbur, avec l'espoir de retrouver Bigfoot et de faire éclater la vérité au sujet de X-Trakt…

## Fiche technique
- Titre original : Bigfoot Family
- Réalisation : Ben Stassen et Jérémie Degruson
- Scénario : Bob Barlen et Cal Brunker
- Décors :
- Costumes :
- Photographie :
- Animation : Dirk De Loose, Sebastian Ciubuca, Evan Coolen, Jimmy Marteyn, Carlo Rotolo
- Montage :
- Musique :
- Producteur : Ben Stassen Caroline Van Iseghem Matthieu Zeller
  - Producteur délégué : Olivier Courson, Eric Dillens et Didier Lupfer
  - Producteur associé : Fabrice Delville, Christophe Toulemonde et Patrick Vandenbosch
  - Coproducteur délégué : Bob Barlen et Cal Brunker
- Société de production : nWave Pictures, Belga Productions, Octopolis et Illuminata Pictures
- Sociétés de distribution : Charades, Studiocanal, Films y Piniculas, Hakka Distribution, Latam Pictures, Odeon, STX Entertainment, Cinemundo et Apollo Films
- Pays d'origine :  Belgique,  France
- Langue originale : français
- Format : couleur
- Genre : animation
- Durée : 88 minutes
- Dates de sortie :
  - France, Belgique : 5 août 2020
  - Suisse romande : 30 septembre 2020

## Distribution
- Kyle Hebert : Simpson

### Voix anglophones
- Pappy Faulkner : Adam
- Yuri Lowenthal : Tony
- Marieve Herington : Shelly
- Joey Camen (en) : Principal Jones
- Kirk Thorton : le Japonais
- Cinda Adams : la secrétaire
- Mari Devon : la journaliste
- John Allsopp : le deuxième agent
- Jeff Doucette : Tim
- David Epstein : Charlie
- Debi Derryberry

### Voix originales
- Kylian Trouillard : Adam
- Xavier Fagnon : Arlo
- Barbara Beretta : Becky DABMORE
- Alexis Victor : Bigfoot
- Pierre Tessier : Connor Mandrake
- Mark Lesser : CY Wheeler
- Virginie Cagliari : Doris
- Laurent Morteau : Drone operator
- Clara Quilichini : Emma
- Mathieu Albertini : Engineer 1
- Vincent Bonnasseau : Guard 1
- Mika Aragones : Guard 2
- François Berland : Moose
- Jules Timmerman : News Anchor
- Céline Ronté : Pam
- Bruno Abraham-Kremer : Principal Jones
- Christophe Lemoine : Shamus
- Marie Chevalot : Shelly
- Sebastien Ossard : Snowflake
- Adele Royne : Student 1
- Oscar Douïeb : Student 2
- Gabril Bismuth-Bienaimé : Student 3
- Cindy Lemineur : Tina
- Sébastien Desjours : Trapper
- Magali Rosenzweig : Weecha
- Frédéric Souterelle : Wilbur
- Paul Borne : Wolf

## Accueil
Le film a été sélectionné au Festival international du film d'animation d'Annecy 2020 dans la catégorie Longs métrages en compétition (sélection officielle). En raison de la pandémie de Covid-19, cette édition s'est faite « en ligne », mais sans diffusion publique de certains longs métrages, afin notamment de limiter les risques de piratage avant leur exploitation en salles. Pour celui-ci, seul un extrait était disponible.

## Controverse
En mars 2021, le Canadian Energy Centre (en) d'Alberta (Canada) estime que le film est un lavage de cerveau des enfants sur la perception qu'ils peuvent avoir de l'industrie pétrolière. Ils invitent leurs membres à écrire à Netflix pour contester le contenu du film. Ceci aura pour effet de nuire à leur image et à attirer l'attention sur un film qui passait un peu inaperçu jusqu'alors.

## Distinctions
- Festival international du film d'animation d'Annecy 2020 : sélection officielle